# 帕瑞马佳·奈吉
帕瑞马佳·奈吉（Parimarjan Negi，1993年2月9日—），印度国际象棋棋手。他于2006年获得国际象棋特级大师头衔时年仅13岁142天，是历史上第二年轻的特级大师（仅次于谢尔盖·卡尔亚金）。
奈吉曾获得过印度国际象棋全国冠军（2010年）、亚洲国际象棋冠军（2012年）。